# 高い窓
『高い窓』（たかいまど、The High Window）は、アメリカの作家レイモンド・チャンドラーのハードボイルド小説。1942年刊。私立探偵フィリップ・マーロウを主人公とする長編シリーズの第3作。

## あらすじ
フィリップ・マーロウはマードック夫人から、盗まれた家宝の金貨を行方を探すという依頼を受ける。依頼人は息子の嫁を疑っていたが、マーロウはこの家族にそれだけでない複雑な謎があると感じていた。

## 日本語訳
- 「別冊宝石11号 世界探偵小説名作選2 レイモンド・チャンドラア傑作特集」1950年10月に、『ハイ・ウィンドォ』（萩明二＝訳）収録。[日本語訳 1]

| 出版年        | タイトル | 出版社   | 文庫名等                        | 訳者       | 巻末                                                                         | ページ数 | ISBNコード     | カバーデザイン                                                      | 備考                 |
| ------------- | -------- | -------- | ------------------------------- | ---------- | ---------------------------------------------------------------------------- | -------- | -------------- | ------------------------------------------------------------------- | -------------------- |
| 1959年        | 高い窓   | 早川書房 | ハヤカワ・ポケット・ミステリ513 | 田中小実昌 | レイモンド・チャンドラー長篇作品目録                                         | 267      |                | 装幀 勝呂忠                                                         |                      |
| 1988年9月1日  | 高い窓   | 早川書房 | ハヤカワ・ミステリ文庫HM 7-4    | 清水俊二   | 「訳者あとがき」に代えて 戸田奈津子 向井敏解説、チャンドラーと清水俊二の合作 | 343      | 978-4150704551 | カバーフォーマット：辰巳四郎、 カバーデザイン：ハヤカワ・デザイン室 | 電子書籍も刊、2012年 |
| 2014年12月5日 | 高い窓   | 早川書房 | 単行判                          | 村上春樹   |                                                                              | 348      | 978-4152095060 |                                                                     |                      |
| 2016年9月8日  | 高い窓   | 早川書房 | ハヤカワ・ミステリ文庫HM 7-15   | 村上春樹   | 訳者あとがき                                                                 | 415      | 978-4150704650 | 坂川栄治+鳴田小夜子 （坂川事務所）                                  | 電子書籍も刊         |

## 映画化
Time to Kill
（20世紀フォックス映画、1942年）日本未公開
監督=ハーバート・Ｉ・リーズ、脚本=クラレンス・アプスン・ヤング、主演=ロイド・ノーラン。
ブレット・ハリディのキャラクターであるマイクル・シェインが主人公であるが、そのプロットはこの小説に基づいている。
The Brasher Doubloon
（20世紀フォックス映画、1947年）日本未公開
監督=ジョン・ブラーム、脚本=ドロシー・ハナ、主演=ジョージ・モンゴメリー。